# Польша на зимних Олимпийских играх 1998
Польша принимала участие в Зимних Олимпийских играх 1998 года в Нагано (Япония) в восемнадцатый раз за свою историю, но не завоевала ни одной медали. Сборную страны представляли 39 спортсменов (24 мужчины и 15 женщин), соревнующиеся в десяти видах спорта.

## Горнолыжный спорт
Мужчины
| Спортсмен                   | Дисциплина        | Заезд 1 | Заезд 2 | Итог    | Итог  |
| Спортсмен                   | Дисциплина        | Время   | Время   | Время   | Место |
| --------------------------- | ----------------- | ------- | ------- | ------- | ----- |
| Анджей Бахледа-Цурусь (мл.) | Скоростной спуск  |         |         | 1:53.62 | 22    |
| Анджей Бахледа-Цурусь (мл.) | Гигантский слалом | 1:24.17 | 1:22.07 | 2:46.24 | 24    |
| Анджей Бахледа-Цурусь (мл.) | Слалом            | 57.45   | DNF     | DNF     | DNF   |

Мужчины, комбинация
| Спортсмен                   | Скоростной спуск | Слалом  | Слалом  | Итог           | Итог  |
| Спортсмен                   | Время            | Время 1 | Время 2 | Итоговое время | Место |
| --------------------------- | ---------------- | ------- | ------- | -------------- | ----- |
| Анджей Бахледа-Цурусь (мл.) | 49.02            | 45.47   | 1:37.04 | 3:11.53        | 5     |

## Биатлон
Мужчины
| Спортсмен                                           | Дисциплина           | Время     | Промахи | Место |
| --------------------------------------------------- | -------------------- | --------- | ------- | ----- |
| Войцех Козуб                                        | Спринт               | 29:28.5   | 3       | 23    |
| Войцех Козуб                                        | Индивидуальная гонка | 1:00:41.1 | 4       | 30    |
| Томаш Сикора                                        | Спринт               | 29:40.8   | 1       | 28    |
| Томаш Сикора                                        | Индивидуальная гонка | 1:02:39.9 | 5       | 47    |
| Веслав Земянин                                      | Спринт               | 29:34.4   | 1       | 26    |
| Веслав Земянин                                      | Индивидуальная гонка | 1:02:39.9 | 4       | 47    |
| Веслав Земянин Томаш Сикора Ян Земянин Войцех Козуб | Эстафета             | 1:24:09.8 | 0       | 5     |

Женщины
| Спортсмен                                                   | Дисциплина           | Время     | Промахи | Место |
| ----------------------------------------------------------- | -------------------- | --------- | ------- | ----- |
| Халина Новак-Гунька                                         | Спринт               | 25:39.0   | 5       | 42    |
| Халина Питонь                                               | Индивидуальная гонка | 1:02:45.0 | 6       | 42    |
| Анна Стера-Кустуц                                           | Спринт               | 23:53.1   | 2       | 6     |
| Анна Стера-Кустуц                                           | Индивидуальная гонка | 57:56.0   | 2       | 17    |
| Агата Сузская                                               | Спринт               | 25:45.1   | 3       | 45    |
| Агата Сузская                                               | Индивидуальная гонка | 1:01:35.4 | 6       | 42    |
| Агата Сузская Халина Питонь Ивона Данилюк Анна Стера-Кустуц | Эстафета             | 1:45:45.5 | 2       | 13    |

## Бобслей
| Команда | Спортсмены                                         | Дисциплина         | Run 1 | Run 1 | Run 2 | Run 2 | Run 3 | Run 3 | Итог    | Итог  |
| Команда | Спортсмены                                         | Дисциплина         | Время | Место | Время | Место | Время | Место | Время   | Место |
| ------- | -------------------------------------------------- | ------------------ | ----- | ----- | ----- | ----- | ----- | ----- | ------- | ----- |
| POL-1   | Томаш Жила Давид Купчик Кшиштоф Сенько Томаш Гатка | Мужчины (четвёрка) | 54.71 | 22    | 54.45 | 21    | 54.63 | 19    | 2:43.79 | 22    |

## Лыжные гонки
Мужчины
| Спортсмен      | Дисциплина                | Классическая | Классическая | Свободный стиль | Свободный стиль | Финал     | Финал |
| Спортсмен      | Дисциплина                | Время        | Место        | Время           | Место           | Время     | Место |
| -------------- | ------------------------- | ------------ | ------------ | --------------- | --------------- | --------- | ----- |
| Януш Кренжелок | 10 км классическая        |              |              |                 |                 | 32:02.8   | 76    |
| Януш Кренжелок | 15 км гонка-преследование | 32:02.8      | 76           | 42:34.5         | 50              | 1:14:37.3 | 53    |
| Януш Кренжелок | 50 км свободным стилем    |              |              |                 |                 | 2:19:04.4 | 40    |

Женщины
| Спортсменка                                                                  | Дисциплина                | Классическая | Классическая | Свободный стиль | Свободный стиль | Финал     | Финал |
| Спортсменка                                                                  | Дисциплина                | Время        | Место        | Время           | Место           | Время     | Место |
| ---------------------------------------------------------------------------- | ------------------------- | ------------ | ------------ | --------------- | --------------- | --------- | ----- |
| Бернадетта Бочек-Пиотровская                                                 | 5 км классическая         |              |              |                 |                 | 19:17.3   | 39    |
| Бернадетта Бочек-Пиотровская                                                 | 10 км гонка-преследование | 19:17.3      | 39           | 31:10.9         | 47              | 50:27.9   | 43    |
| Бернадетта Бочек-Пиотровская                                                 | 15 км классическая        |              |              |                 |                 | 51:40.7   | 33    |
| Бернадетта Бочек-Пиотровская                                                 | 30 км свободным стилем    |              |              |                 |                 | 1:32:37.6 | 33    |
| Катаржина Гебала                                                             | 15 км классическая        |              |              |                 |                 | 19:58.8   | 60    |
| Катаржина Гебала                                                             | 10 км гонка-преследование | 19:58.8      | 60           | 32:43.3         | 61              | 52:41.3   | 59    |
| Дорота Квасны                                                                | 5 км классическая         |              |              |                 |                 | 20:03.1   | 61    |
| Дорота Квасны                                                                | 10 км гонка-преследование | 20:03.1      | 61           | 31:12.6         | 48              | 51:15.6   | 49    |
| Дорота Квасны                                                                | 15 км классическая        |              |              |                 |                 | 53:42.6   | 50    |
| Дорота Квасны                                                                | 30 км свободным стилем    |              |              |                 |                 | DNF       | DNF   |
| Малгожата Ручала                                                             | 5 км классическая         |              |              |                 |                 | 19:06.4   | 33    |
| Малгожата Ручала                                                             | 10 км гонка-преследование | 19:06.4      | 33           | 30:46.2         | 41              | 49:52.2   | 35    |
| Элиза Сурдыка                                                                | 15 км классическая        |              |              |                 |                 | 55:37.5   | 58    |
| Катаржина Гебала Малгожата Ручала Дорота Квасны Бернадетта Бочек-Пиотровская | Эстафета 4×5 км           |              |              |                 |                 | 59:56.7   | 13    |

## Фигурное катание
| Спортсмен                           | Дисциплина                | Обязательный танец 1 | Обязательный танец 2 | Короткая программа / Оригинальный танец | Произвольная программа / Произвольный танец | TFP  | Место |
| ----------------------------------- | ------------------------- | -------------------- | -------------------- | --------------------------------------- | ------------------------------------------- | ---- | ----- |
| Анна Рехнио                         | Женское одиночное катание |                      |                      | 13                                      | 20                                          | 26.5 | 19    |
| Дорота Загурская Мариуш Сюдек       | Парное катание            |                      |                      | 10                                      | 11                                          | 16.0 | 10    |
| Сильвия Новак Себастьян Колясинский | Танцы на льду             | 12                   | 12                   | 11                                      | 12                                          | 23.4 | 12    |

## Санный спорт
| Спортсмены                    | Дисциплина       | Заезд 1 | Заезд 1 | Заезд 2 | Заезд 2 | Итог     | Итог  |
| Спортсмены                    | Дисциплина       | Время   | Место   | Время   | Место   | Время    | Место |
| ----------------------------- | ---------------- | ------- | ------- | ------- | ------- | -------- | ----- |
| Петр Оршловский Роберт Мешала | Мужчины (двойки) | 52.062  | 15      | 51.445  | 13      | 1:43.507 | 15    |

## Шорт-трек
| Спортсмен    | Дисциплина | Первый раунд | Первый раунд | Четвертьфинал | Четвертьфинал |
| Спортсмен    | Дисциплина | Время        | Место        | Время         | Место         |
| ------------ | ---------- | ------------ | ------------ | ------------- | ------------- |
| Матей Прычек | 500 м      | 46.652       | 3            | Не прошёл     | Не прошёл     |
| Матей Прычек | 1000 м     | 1:33.555     | 4            | Не прошёл     | Не прошёл     |

## Прыжки с трамплина
| Спортсмен                                           | Дисциплина                 | Раунд 1             | Раунд 1 | Раунд 1 | Раунд 2              | Раунд 2   | Итог      | Итог      |
| Спортсмен                                           | Дисциплина                 | Расстояние          | Очки    | Место   | Расстояние           | Очки      | Очки      | Место     |
| --------------------------------------------------- | -------------------------- | ------------------- | ------- | ------- | -------------------- | --------- | --------- | --------- |
| Кристиан Длугопольский                              | Нормальный трамплин        | 61.0                | 45.0    | 62      | Не прошёл            | Не прошёл | Не прошёл | Не прошёл |
| Лукаш Кручек                                        | Большой трамплин           | 102.0               | 81.6    | 45      | Не прошёл            | Не прошёл | Не прошёл | Не прошёл |
| Адам Малыш                                          | Нормальный трамплин        | 69.5                | 70.5    | 51      | Не прошёл            | Не прошёл | Не прошёл | Не прошёл |
| Адам Малыш                                          | Большой трамплин           | 97.0                | 71.1    | 52      | Не прошёл            | Не прошёл | Не прошёл | Не прошёл |
| Роберт Матея                                        | Нормальный трамплин        | 81.5                | 98.0    | 21 Q    | 82.0                 | 99.5      | 197.5     | 21        |
| Роберт Матея                                        | Большой трамплин           | 116.5               | 107.7   | 19 Q    | 118.0                | 111.9     | 219.6     | 20        |
| Войцех Скупень                                      | Нормальный трамплин        | 76.0                | 85.0    | 32      | Не прошёл            | Не прошёл | Не прошёл | Не прошёл |
| Войцех Скупень                                      | Большой трамплин           | 117.0               | 111.1   | 12 Q    | 125.5                | 126.4     | 237.5     | 11        |
| Адам Малыш Лукаш Кручек Войцех Скупень Роберт Матея | Командный большой трамплин | 95.2 87.4 44.5 99.6 | 326.7   | 7       | 108.5 78.4 90.6 93.7 | 371.2     | 684.2     | 8         |

## Сноубординг
Гигантский слалом
| Спортсмен(ка)    | Заезд 1 | Заезд 2 | Итог    | Итог  |
| Спортсмен(ка)    | Время   | Время   | Время   | Место |
| ---------------- | ------- | ------- | ------- | ----- |
| Ягна Марчулайтис | DNF     | DNS     | DNF     | DNF   |
| Малгожата Росяк  | 1:19.41 | 1:22.16 | 2:41.57 | 19    |
| Лукаш Старович   | 1:03.50 | 1:08.81 | 2:12.31 | 19    |

Хафпайп
| Спортсмен      | Квалификация 1 | Квалификация 1 | Квалификация 2 | Квалификация 2 | Финал     | Финал     |
| Спортсмен      | Очков          | Место          | Очков          | Место          | Очков     | Место     |
| -------------- | -------------- | -------------- | -------------- | -------------- | --------- | --------- |
| Лукаш Старович | 27.2           | 34             | 26.5           | 27             | Не прошёл | Не прошёл |

## Конькобежный спорт
Мужчины
| Спортсмен        | Дисциплина | Заезд 1 | Заезд 1 | Заезд 2 | Заезд 2 | Итог    | Итог  |
| Спортсмен        | Дисциплина | Время   | Место   | Время   | Место   | Время   | Место |
| ---------------- | ---------- | ------- | ------- | ------- | ------- | ------- | ----- |
| Павел Абраткевич | 500 м      | 36.76   | 24      | 36.51   | 20      | 73.27   | 22    |
| Павел Абраткевич | 1000 м     |         |         |         |         | 1:12.80 | 26    |
| Томаш Свист      | 500 м      | 36.86   | 28      | 36.68   | 25      | 73.54   | 26    |
| Томаш Свист      | 1000 м     |         |         |         |         | 1:15.55 | 41    |
| Павел Зыгмунт    | 1500 м     |         |         |         |         | 1:53.73 | 34    |
| Павел Зыгмунт    | 5000 м     |         |         |         |         | 6:45.59 | 18    |